# Klosterkirchhof (Bordesholm)

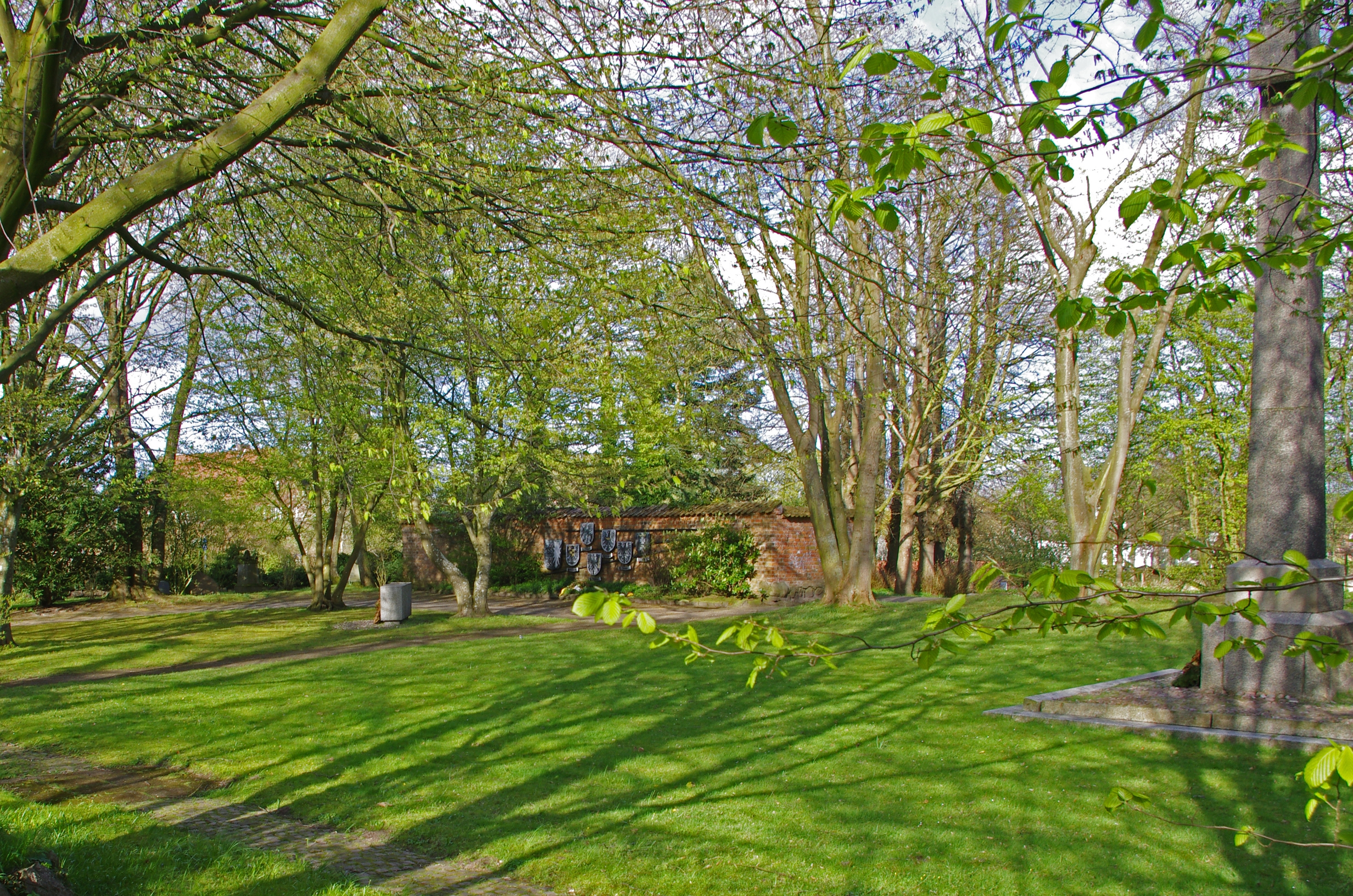
Alter Hof der Klosterkirche

Der Klosterkirchhof Bordesholm ist eine unter Denkmalschutz stehende Anlage bei der Klosterkirche in Bordesholm.

## Die Anlage
Die ursprüngliche Anlage am Lindenplatz mit altem Baumbestand, Ziegelmauer und alten Grabmalen wurde 1920 nach Plänen des bedeutenden Lübecker Gartenarchitekten Harry Maasz u. a. mit einer Einfassung aus Feldstein-Gedenktafeln zu Ehren der Gefallenen des Ersten Weltkriegs umgestaltet.
Später kamen noch ein Obelisk und 1961 Wappentafeln der früheren Ostgebiete des Deutschen Reiches hinzu.
Am Eingang zum alten Kirchhof steht gegenüber der historischen Bordesholmer Linde ein Gedenkstein der Ev. Kirchengemeinde von 1837 mit einer Inschrift nach Bar 4,23 : "Ich habe Euch ziehen lassen mit Tränen und Weinen, Gott aber wird Euch mir wiedergeben mit Wonne und Freude ewiglich."